# シラット
シラット（マレー語: Silat）は東南アジアで行われる伝統的な武術。現在はマレーシア、インドネシア、シンガポール、ブルネイ、ベトナムで盛んである。インドネシア語ではプンチャック（Pencak）という。

## 概要

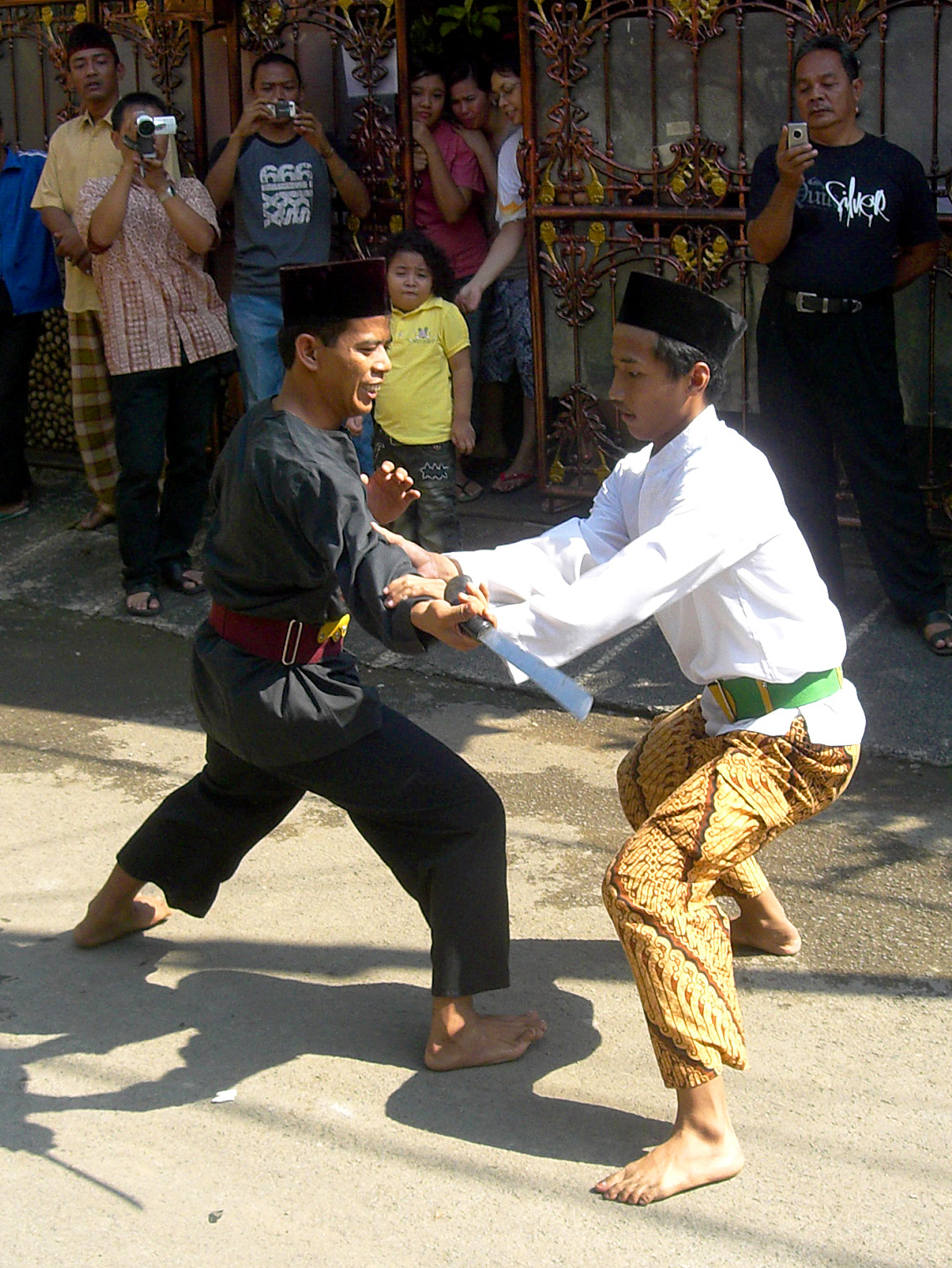
素手対なた

拳法、武器術を含む武術であり、型や組手を通じて稽古を行う。インドネシアでは地域によって500以上の流派があり、技術的にもかなりの違いがあるという。
シラットには「稲穂の教え」（イルム・パディ）という基本思想があり、鍛練を積むに従って礼節や他人への思いやりを身に付け、心豊かに生きる事を理想としている。また、「崇高な精神と品格を備える」、「同胞を尊敬し、友愛と平和を守る」、「常に前向きに考え行動し、創造性と力強さを持つ」、「真実、公正、正義を守り、試練や誘惑に立ち向かう」「常に自身の言動に責任を取る」という「5つの誓い」が存在する。シラットを行う者は「プシラット」（pesilat）と呼ばれる。
シラットにはインドネシア式やマレーシア式のものなど様々な種類があるが、インドネシアの西ジャワのプンチャック・シラット（インドネシア語: Pencak Silat）が有名であり、その他にも精神性に重きを置いたシラット、警察や軍隊向けの軍用シラット、軍用シラットを一般民間人向けに改良した ローコンバット などが有名である。
欧米の国々では人気がある。ブルース・リーの弟子であるダン・イノサントが学んでいた事でも知られ、後にリーが開いたジークンドーにもシラットが取り入れられている。日本では未だにマイナーではあるが、1996年に日本プンチャック・シラット協会が発足し、インドネシアから師範も来日している。現在は段位制度を設けており、帯の色で分けられている。　

## 歴史

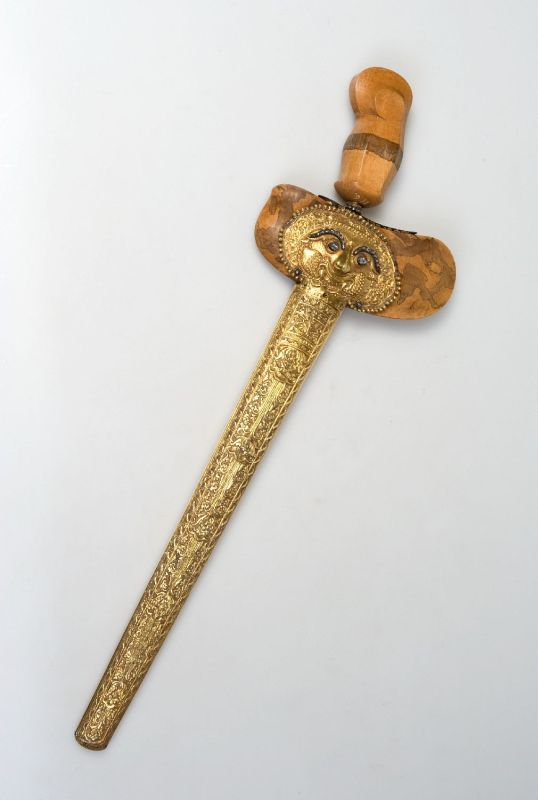
黄金の鞘に収まったクリス

シラットは口伝で継承されてきたこともあり詳しい起源は分かっていないが、6世紀にはその存在を確認できるという。シュリーヴィジャヤ王国やマジャパヒト王国では兵士の訓練に用いられたという。東南アジア一帯には同系統の技法や武器、用語が共通する武術（エスクリマなどのフィリピン武術やタイの剣術など）が存在することから、マジャパヒト王国時代にシラットの元になった武術が東南アジア各地に広まったと考えられている。シラットは王宮の警護にあたる者たちにも学ばれた。
その後、オランダ（東インド会社）の侵略に対して現地の住民が激しく抵抗したことからオランダ領東インド時代には反乱の火種になるとしてシラットはオランダ当局によって禁止され、この間シラットは秘密裏に行われた。シラットが復興するのはインドネシアが独立を果たした後のことであるが、このシラットの復興には日本も関係している。第二次大戦中に日本はインドネシアを占領したが、その際に白人からのアジア解放をうたう日本当局は逆にシラットを奨励した。さらに日本軍は簡潔で習得が容易な「近代シラット」とでもいうべき体系を作り、広める事でインドネシア人の戦闘能力を短期間に上げることを計画した。そのため日本当局はジャカルタに各流派の師範を集めて統一型の制定を依頼し、その結果12のジュルス（型）が制定され「プンチャック」（Pentjak）という教本にまとめられた。この時期には日本とインドネシアの武術家の交流も行われたという。
当初この体系はインドネシア人には不評であったが、「近代シラット」はその後意外な形で役立つ事となる。戦後、再びオランダがインドネシアを支配しようとすると、現地の人々は独立を求めて立ち上がった。このインドネシア独立戦争の際に「近代シラット」は短期間に独立軍兵士の戦闘能力を高め、結果としてインドネシアの独立に貢献した。この頃にインドネシア語の「プンチャック」とマレー語の「シラット」をあわせて「プンチャック・シラット」という言葉が生まれたという。

## 技術

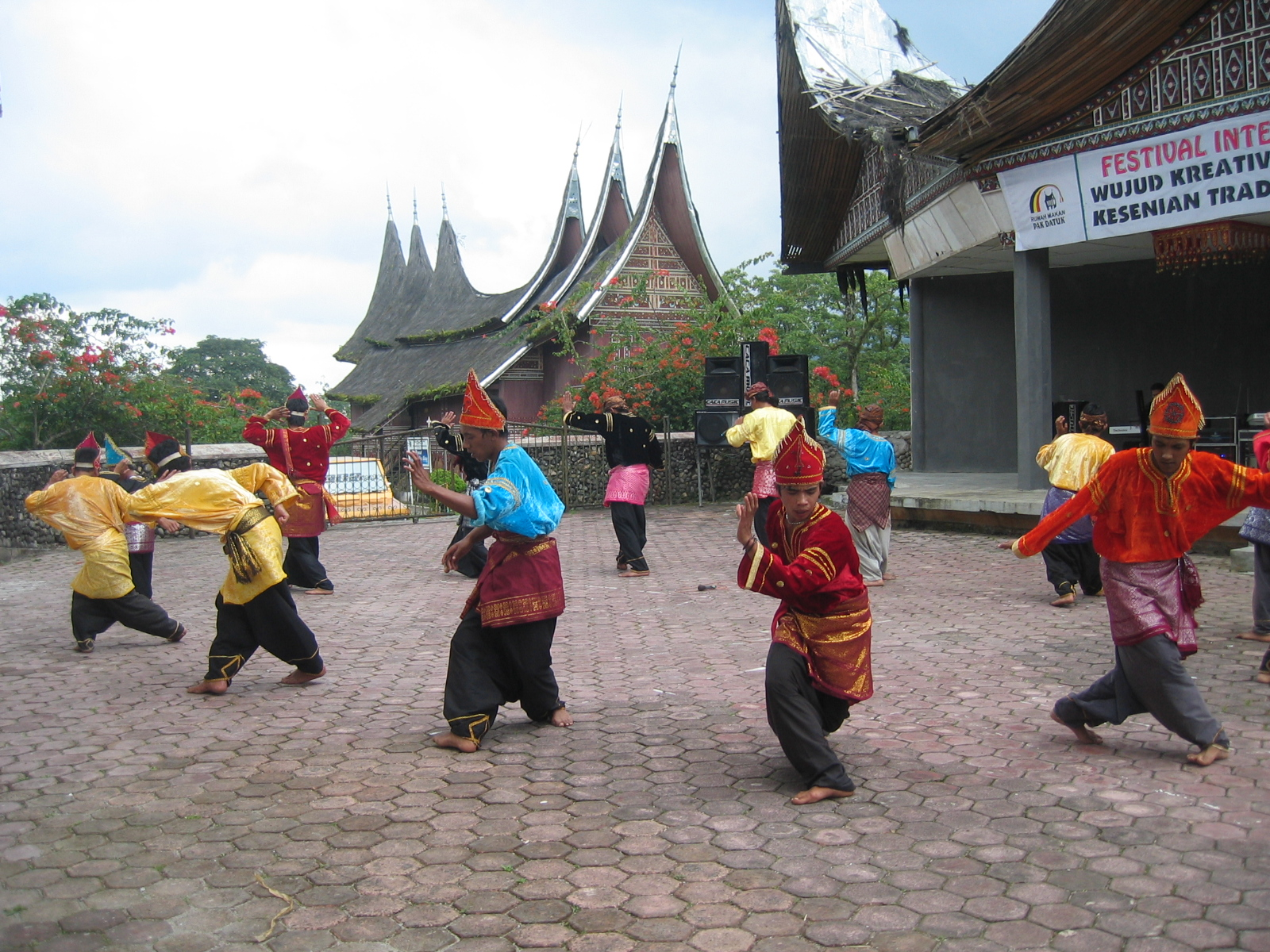
舞踊として行われるシラット

伝統的には弟子は入門する際、師にナイフと白い布を贈るという。ナイフは覚悟と師への畏敬の念を意味し、白い布は命を落とした際に自らを包むためのものである。
シラットには「ジュルス」（jurus）という型のようなものがある。ジュルスは民族衣装に身を包み、ガムランの調べに乗って演じられる。素手で行うものもあれば、扇や「クリス」という短剣を持って演じることもある。音楽に合わせてジュルスを演じることを「スニ」（seni）と呼ぶ。インドネシアには民族舞踊の中にジュルスが含まれていることも多く、イベントなどでは大人数で演武が行われる。
また、マレーシアでは結婚式の際に新郎新婦の前で若者がコンパン（マレーシアの太鼓の一種）に合わせてジュルスを演じる「ウエディング・シラット」というパフォーマンスが行われる。このような武術と音楽や舞踊との関係はインドやタイにも見られ、東南アジア武術の特徴の一つとなっている。
基本型に基づいた「オララガ」（olah raga）という組み手も存在する。武道、スポーツとして親しむ向きもあり、多くの競技人口が存在する。国際プンチャック・シラット連盟はシラット競技の普及を進めており、将来のオリンピック種目採用を目指している。
シラットには精神修行という一面もある。呼吸法や瞑想などの修行を通じて精神統一を行うことで集中力を養い、「インパワー」（気の力）の習得を目指す。気を養う呼吸法や、呼吸法を使って感覚を養う法などの練功法も存在するという。土着のアニミズムやシャーマニズムと関連があるが、イスラム文化圏ではイスラム教とのつながりもあるという。
多くの流派で共通して使われる武器には棒や棍棒のほか、竹や鉄で作られた竿、先端が三叉に分かれた「カバン」というナイフの一種、女性が髪に刺して持ち歩く護身用のナイフ「カランビット」、「サビット」という鎌、毒を塗って使うダガーの一種「クリス」、「テダン」と呼ばれる剣がある。
初心者や年配者向けの簡化太極拳のような基本型が存在するほか、実戦を重視した護身術的な要素の強いものもある。

## 試合

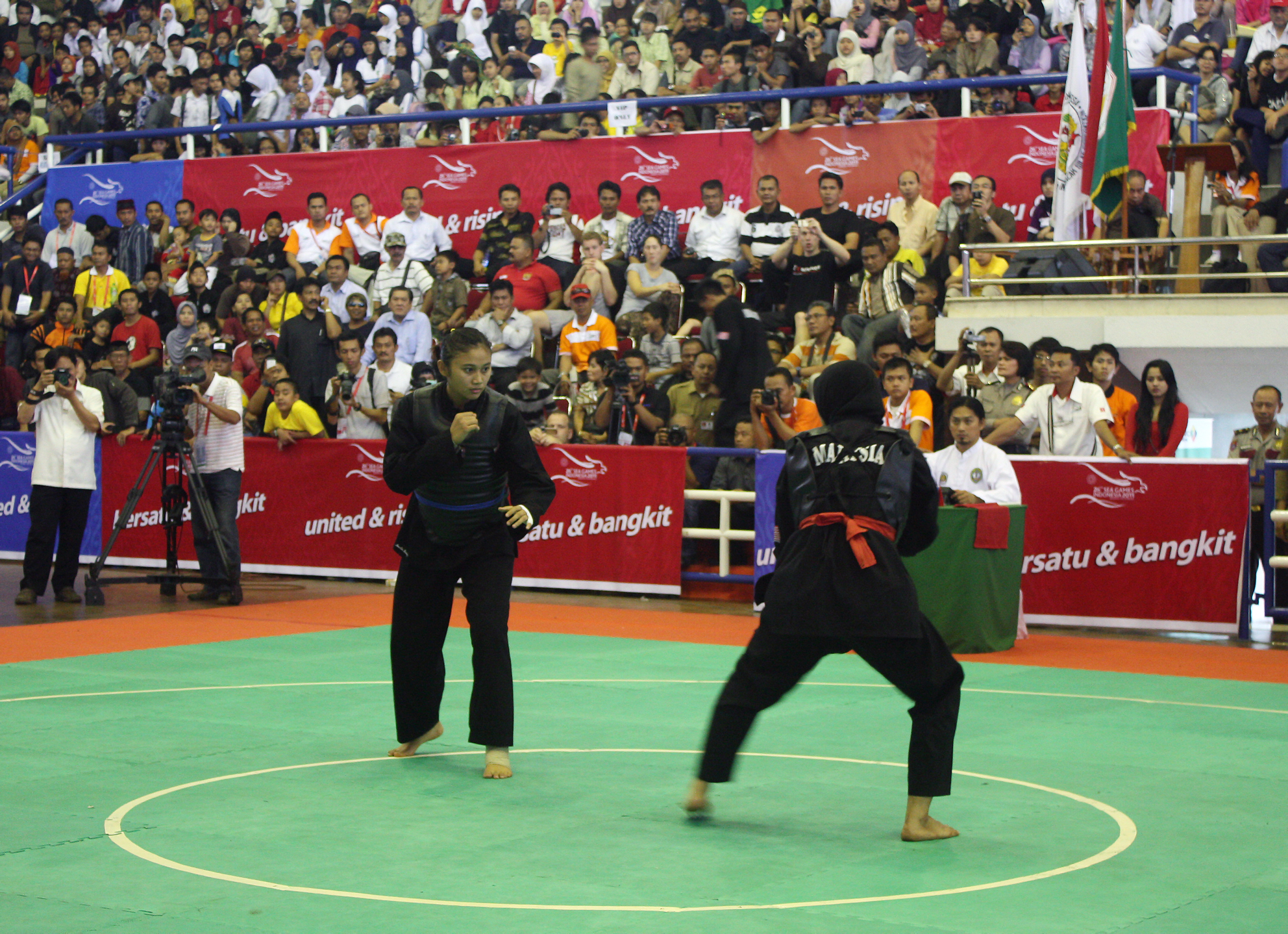
組手の様子

シラットでは試合を行うこともあり、形試合と組手試合が行われる。イスラム文化圏では試合の前に「ドゥアー」と呼ばれる祈りの時間が設けられている。マレーシアではコンパンを叩いて応援する。

### 形試合
形試合には単独で演武を行うものと2人、3人で行うものがある。単独や3人組の演武では決まった型を演じ、審判は演武の正確さや型の理解度、動きの美しさ等を評価するが、2人の場合は戦いを模した演劇のような演武を行い、審判は技の多さや演出の良しあし等を評価する。

### 組手試合
道着のような黒い服を着た上から防弾チョッキのような防具を着用して、その上に両者を識別するための赤か青の帯を巻く。審判はインドネシア風の白いユニフォームを着用する。
シラット競技はポイント制である。突きが入ると1点、蹴りが入ると2点、倒す（手、膝が床に付く）と3点となる。1ラウンドは2分で、1分の休憩を挟んで3ラウンドを戦いポイントを多く得た方が勝ちとなる。階級は体重別に分かれており、成年の試合ではAクラス（45kg～50kg）から始まって5kg毎に階級が上がっていく。

## フィクションにおけるシラット

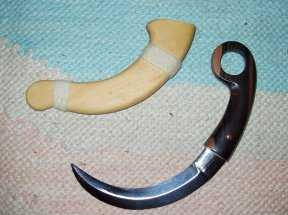
クランビット（カランビットナイフ）

ゴールデン・ハーベスト社作品（『ドラゴン危機一発』など）
敵役が用いる武術として登場するが、間違った内容も多い。
ザ・レイド
2011年のインドネシア映画。シラットを使った激しいアクションが繰り広げられている。主演のイコ・ウワイスは『ザ・タイガーキッド 〜旅立ちの鉄拳〜』でもシラット使いを演じている。
PSYCHO-PASS サイコパス
2012年のテレビアニメ。狡噛と槙島がシラットを用いて戦う。
史上最強の弟子ケンイチ
2002年の漫画。シラットの達人が登場する。
喧嘩商売
2005年の漫画。アンダーグラウンドのS級格闘士、桜井裕章がシラットの使い手として登場。
スター・ウォーズ/フォースの覚醒
2015年の映画。シラットの名手たちがギャング役として登場。
ザ・コンサルタント
2016年のアメリカ映画。主人公がシラットを用いる。
ウルトラマンリブット
ウルトラシリーズに登場するキャラクター。戦闘スタイルはシラットを基にしたものとなっている。
TOUGH外伝 龍を継ぐ男
シラットの使い手ボルキアが登場する。作中では｢カリ・シラット｣と呼称されていた。
デッド オア アライブ6
本作からの登場キャラクター、NiCOの使用する流派がプンチャック・シラット。
蒼天の拳 リジェネシス（2017年～）
シラットを父から教わったインドネシア人の少年が登場する。
ケンガンオメガ
2019年の漫画。拳願会VS煉獄の対抗戦に出場した三朝とロロン･ドネア、三朝の上司であり弟子でもある片原烈堂が、それぞれシラット使いと判明している。なお三朝・列堂とロロンのシラットはそれぞれ別の流派とされる。